# Кезювка
Кезювка, Кизівка — річка у Старовижівському районі Волинської області, права притока Вижівки (басейн Дніпра).

## Опис
Довжина річки 21 км, похил річки — 1,3 м/км. Формується з багатьох безіменних струмків. Площа басейну 155 км².

## Розташування
Бере початок у селі Паридуби. Тече переважно на північний схід і в селі Брідки впадає в річку Вижівку, праву притоку Прип'яті.
Населені пункти вздовж берегової смуги: Смідин, Лісняки, Нова Вижва. Річку перетинає декілька разів автомобільна дорогаТ 0309.